# Wendy Raquel Robinson

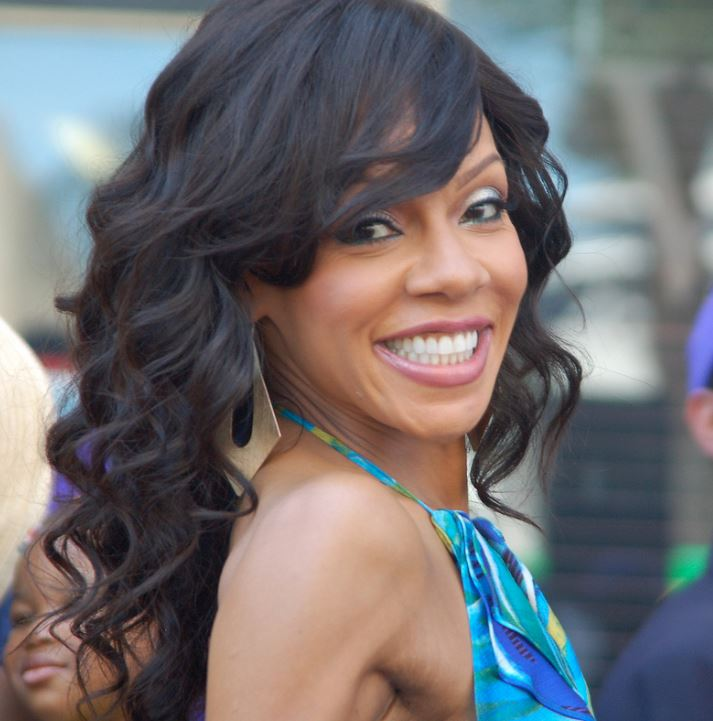
Wendy Raquel Robinson (2013)

Wendy Raquel Robinson (* 25. Juli 1967 in Los Angeles, Kalifornien) ist eine US-amerikanische Schauspielerin.

## Leben und Leistungen
Robinson hat afroamerikanische und indianische Vorfahren. Sie schloss ein Studium der Dramaturgie an der Kunstfakultät der Howard University ab. Daraufhin spielte sie in zahlreichen Theaterstücken. Ihre ersten Gastauftritte in Fernsehserien hatte sie im Jahr 1993. Im Kriegsdrama The Walking Dead (1995) trat sie an der Seite von Allen Payne und Eddie Griffin auf.
In den Jahren 1996 bis 2002 spielte Robinson in der Comedy-Sendung Die Steve-Harvey-Show, wofür sie in den Jahren 2000, 2001 und 2002 für den Image Award nominiert wurde. In der Komödie Miss Undercover (2000) mit Sandra Bullock verkörperte sie Miss Kalifornien. Eine weitere Nominierung für den Image Award brachte ihr 2002 ihre Auftritte in der Fernsehshow Cedric the Entertainer Presents aus dem Jahr 2002. In der Sportkomödie Volltreffer – Ein Supercoach greift durch (2005) war sie an der Seite von Martin Lawrence in einer der größeren Rollen zu sehen. Im Jahr 2008 wurde sie für ihre seit dem Jahr 2006 gespielte Rolle in der Fernsehserie The Game erneut für den Image Award nominiert.
Robinson gründete im Jahr 1995 die Kunstschule für Kinder Amazing Grace Conservatory. Sie ist seit dem Jahr 2003 mit Marco Perkins verheiratet und lebt in Los Angeles.

## Filmografie (Auswahl)
- 1995: The Walking Dead
- 1996: Mister Bombastic (A Thin Line Between Love and Hate)
- 1996–2002: Die Steve-Harvey-Show (The Steve Harvey Show, Comedy-Fernsehserie)
- 1998: Ring frei! – Die Jerry Springer Story (Ringmaster)
- 2000: Miss Undercover (Miss Congeniality)
- 2001: Die 10 Regeln der Liebe (Two Can Play That Game)
- 2002: Cedric the Entertainer Presents (Comedy-Fernsehserie)
- 2003: Mind Games
- 2005: Squirrel Man (Kurzfilm)
- 2005: Volltreffer – Ein Supercoach greift durch (Rebound)
- 2006: Neue Liebe, neues Glück (Something New)
- 2006–2015: The Game (Fernsehserie)
- 2007: Family Guy (Fernsehserie, Stimme)
- 2006: Neue Liebe, neues Glück
- 2010: Grey’s Anatomy (Fernsehserie, 1 Folge)
- 2015: Descendants – Die Nachkommen (Descendants, Fernsehfilm)
- 2018–2019: Dear White People (Fernsehserie, 2 Folgen)
- 2019: Grand Hotel (Fernsehserie, 13 Folgen)